# おかサタcafe
『おかサタcafe』（おかサタカフェ）は、福井テレビジョン放送で土曜日の夕方に放送されていた情報番組である。本項では、番組シリーズの始祖である『おかえりサタデー』および以降の番組群についても言及する。
すべての番組において共通しているのは、毎年4月の越前時代行列で柴田勝家を演じる俳優が生出演すること（2001年：志垣太郎、2002年：地井武男、2005年：藤岡弘、）と、毎年11月に開催されていたFUKUIスーパーレディス駅伝（北陸女子駅伝、2017年をもって大会終了）の前日にその特集を組むことである。

## おかえりサタデー
概要
- 放送期間：2001年4月 - 2003年9月
- 放送時間：毎週土曜日 16:55 - 17:30
  - 番組冒頭に、報道フロアからの『福井新聞ニュース』を放送。

- 出演者：スクラッチ田中（現・たなかつよし）、福田布貴子（後に鈴木理香）、桑原達秋

内容
桑原が中継出演することもあった。この時点で「おかサタ」が番組の通称として定着し、その後に至っている。この番組によってスクラッチ田中が「週6回生番組に出演する」ことになった。一時、「ドットコムガールズ」なる2人組の女性が出演していた。

## おかサタ
概要
- 放送期間：2003年10月11日 - 2005年2月26日
- 放送時間：毎週土曜日 18:30 - 19:00
- 出演者：スクラッチ田中、桑原達秋、牧野晴歌 → 土井梨津子

内容
前番組と同様に「生放送」という形式を踏襲してはいたものの、ロケコーナーやVTRコーナーが中心だった。また、フジテレビ『直行便ニューヨーク』のパロディなど、かなりバラエティの方向に走った内容になった。週末のイベント情報コーナーや福井テレビの事業案内については変わらずに行っていた。

## おかサタ問屋町3丁目
概要
- 放送期間：2005年4月2日 - 2006年3月25日
- 放送時間：毎週土曜日 18:30 - 19:00
- 出演者は後述の『おかサタcafe』とほぼ同じ。男性司会者は丸山勝義であった。

内容
スクラッチ田中の降板によってリニューアルし、タウン情報に重点を置いた構成になった。「問屋町3丁目」とは、福井テレビ本社の所在地である。

## おかサタcafe
概要
- 放送期間：2006年4月15日 - 2007年2月24日
- 放送時間：放送開始当初は毎週土曜日 18:30 - 19:00、2006年10月14日以降は毎週土曜日 18:00 - 18:30
- 出演者：塩崎綾、越村江莉、五十島朱美、松岡理恵、松田直子、桑原達秋
- 特別番組編成の影響などで放送がされない（放送休止）日が多かった。
- 後番組は『チカッペ!輝け福井のアスリートたち』。